# Rocky Balboa (film)
Rocky Balboa er en film fra 2006 og er den sidste film i Rocky-serien der har Sylvester Stallone i hovedrollen. Den nu 60 årige bokser Rocky Balboa, har købt sin egen restaurant og hans kone, Adrian, er død. 
Rocky brænder igen for at komme til tops i boksning, men der er ingen der tror på den nu 60 årige bokser. Han bliver fortalt, at man ikke skal tage sig af andre folks meninger, så den gamle bokser går igen i gang med at træne og kommer til sidst til stå over for den nuværende verdensmester i sværvægtsboksning, Manson Dixson.

## Eksterne Henvisninger
- Rocky Balboa på Internet Movie Database (engelsk)
- Rocky Balboa på Filmdatabasen
- Rocky Balboa på Scope
- Rocky Balboa i Svensk Filmdatabas (svensk)
- Rocky Balboa på AlloCiné (fransk)
- Rocky Balboa på MovieMeter (nederlandsk)
- Rocky Balboa på AllMovie (engelsk)
- Rocky Balboa hos American Film Institute (engelsk)
- Rocky Balboa hos British Film Institute (engelsk)
- Rocky Balboa på Turner Classic Movies (engelsk)